# Genola (Utah)
Genola je město v okrese Utah County ve státě Utah ve Spojených státech amerických. V roce 2020 zde žilo 1 548 obyvatel a s celkovou rozlohou 35,9 km² byla hustota zalidnění 43,1 obyvatel na km².